# Triumfetta lepidota
Triumfetta lepidota är en malvaväxtart som beskrevs av Karl Moritz Schumann. Triumfetta lepidota ingår i släktet triumfettor, och familjen malvaväxter. Inga underarter finns listade i Catalogue of Life.